# فرانشسكو كولونيزي
فرانشسكو كولونيزي (بالإيطالية: Francesco Colonnese)‏ (10 أغسطس 1971 ببوتنسا في إيطاليا - ) هو لاعب كرة قدم إيطالي في مركز الدفاع. شارك مع منتخب إيطاليا تحت 21 سنة لكرة القدم. أما مع النوادي، فقد لعب مع إنتر ميلان ونادي روما ونادي سيينا ونادي كريمونيسي ونادي لاتسيو ونادي نابولي ونادي بوتنزا وASD Giarre Calcio 1946 ‏.

## وصلات خارجية
- فرانشسكو كولونيزي على موقع قاعدة بيانات كرة القدم.إي يو (الإنجليزية)
- فرانشسكو كولونيزي على موقع عالم كرة القدم.نت (الإنجليزية)